# 罗尔夫·勒夫兰

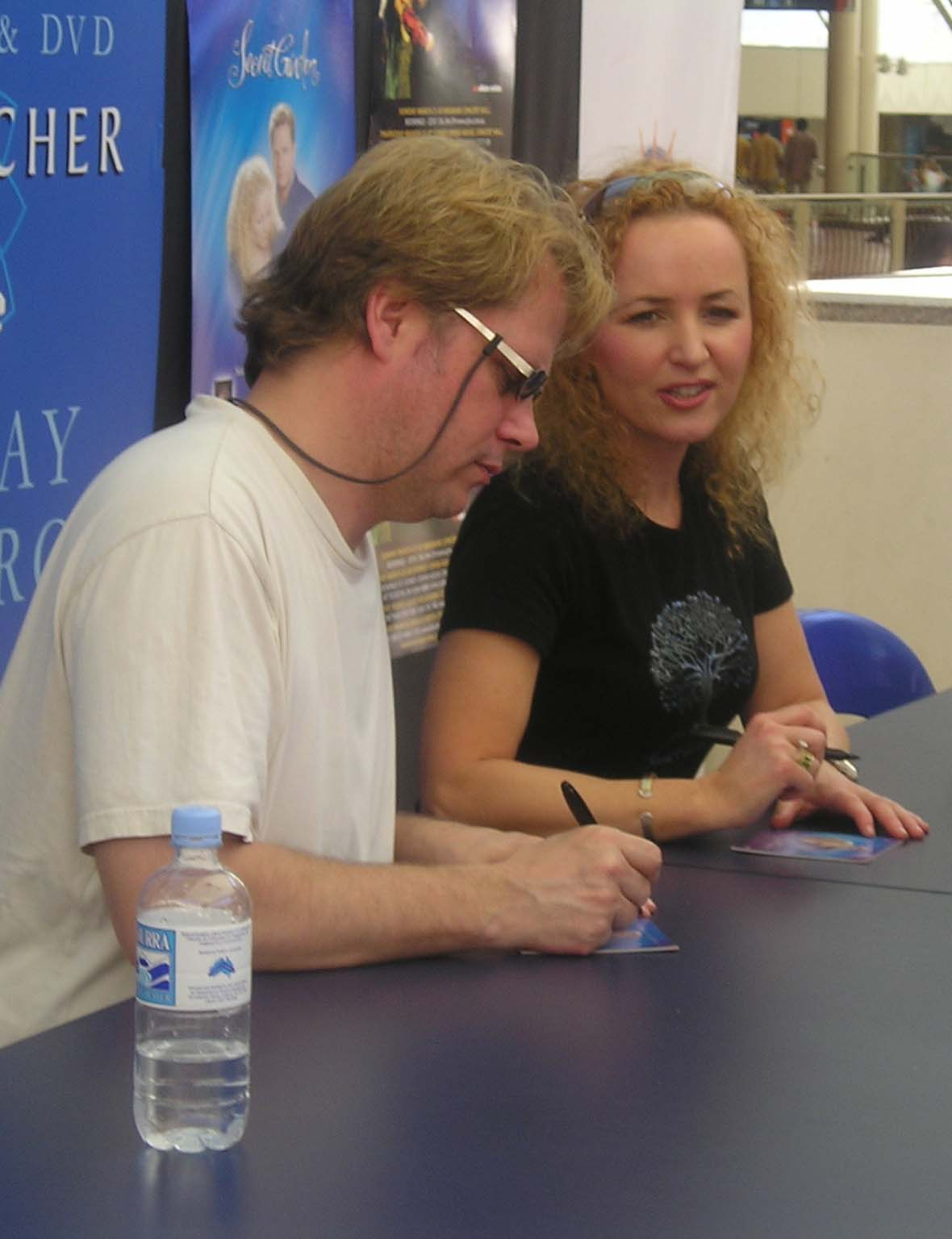
罗尔夫·勒夫兰（左）和菲奥诺拉·莎莉（右）

罗尔夫·勒夫兰（Rolf Løvland，1955年4月19日—），生于克里斯蒂安桑，是一位挪威音乐家。他与小提手菲奥诺拉·莎莉（Fionnuala Sherry）组建了新世纪音乐团队——神秘园。在神秘园中，他担任团体的作曲、制作和键盘手。罗尔夫·勒夫兰很早就开始创作（他曾9岁就开组建了一个乐队），并在克里斯蒂安桑音乐学院就读，之后在奥斯陆得到了挪威音乐研究院的硕士学位。
罗尔夫·勒夫兰曾分别于1985年和1995年因其所创作的歌曲La det swinge及《夜曲》（Nocturne）获得过两次欧洲歌唱大赛的欧洲歌唱大赛作曲冠军（Winning songwriters of Eurovision），这也是挪威唯一一人在欧洲歌唱大赛上获得两次作曲冠军。他创作的《你鼓舞了我》（"You Raise Me Up"）一曲被翻唱过多达125多次。
罗尔夫·勒夫兰是一名外国交换学生，曾在美国的俄克拉何马州读过一年的高中。

## 荣誉
- 挪威格莱美奖
- 国家广播音乐排行榜（National radio chart）年度歌曲的获得者
- 两次获得欧洲歌唱比赛评委大奖
- 四次获得Melodi Grand Prix比赛冠军